# Mojanda
Mojanda es un estratovolcán inactivo de la Cordillera Oriental de los Andes en el norte de Ecuador. Una cumbre de caldera, producida por una erupción pliniana que marcó el fin de la actividad de Mojanda hace 200.000 años, está ocupada por tres lagos de cráter: Karikucha (el más grande), Yanakucha y Warmikucha. En 2002 recibió el estado de parque protegido.
Mojanda es un complejo de dos volcanes que estaban activos simultáneamente. Los respiraderos volcánicos están a solo 3 km de distancia. El otro volcán, que produjo al menos dos Erupciones Plinianas propias, es conocido como Fuya Fuya. Fuya Fuya colapsó parcialmente hace unos 165.000 años, creando una gran caldera al oeste. Un nuevo cono volcánico y otras cúpulas de lava posteriormente se extrudieron dentro de la caldera, probablemente durante el Pleistoceno Tardío.
Los prados de altura y matorrales del Mojanda, que se encuentran por encima de los bosques nubosos, se conocen colectivamente como páramo. Con frecuencia son pastoreados por el ganado.

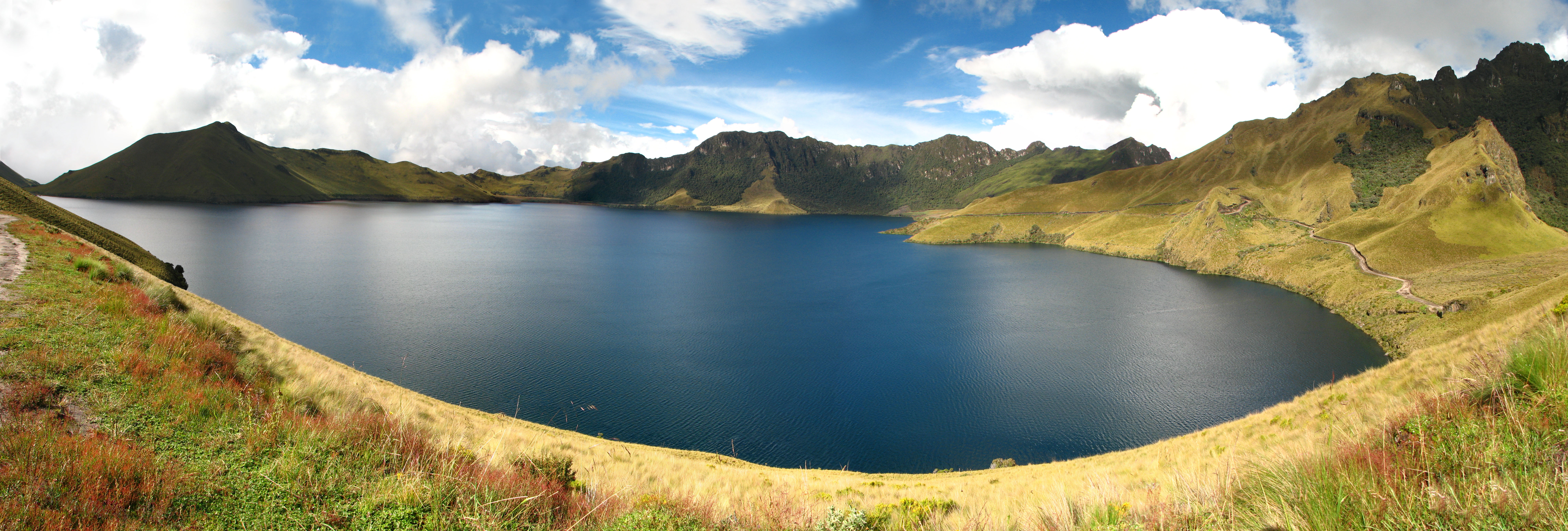
Una panorámica tomada en los lagos volcánicos de Mojanda.